# Колин Купер
Колин Купер (енгл. Colin Cooper; 22. фебруар 1959) новозеландски је рагби тренер.
 Тренутно је главни тренер Чифса. Целу играчку каријеру провео је играјући за "Таранаки". У истом тиму је наставио да ради као помоћни, а затим и главни тренер. Био је помоћни тренер у Крусејдерсима, као и селектор младе рагби репрезентације Новог Зеланда до 21 године са којом је освојио Светски куп. Од 2003. до 2010. био је тренер Херикејнса, франшизе из Велингтона. Предводио је "жуте" до неколико полуфинала и једног финала Супер рагбија. Затим је радио као селектор Џуниор ол блекса (Нови Зеланд Б тим), и као тренер Таранакија са којим је освојио "Ренфури шилд" и "ИТМ куп". Четири године је као селектор успешно предводио Маори ол блексе, пре него што се запослио као главни тренер Чифса, франшизе из Хамилтона, са којом је Купер потписао трогодишњи професионални уговор.

## Видео снимци
Интервју са Колином Купером
Colin Cooper Chiefs head coach interview - YouTube